# Nouvelles lignes ferroviaires à travers les Alpes

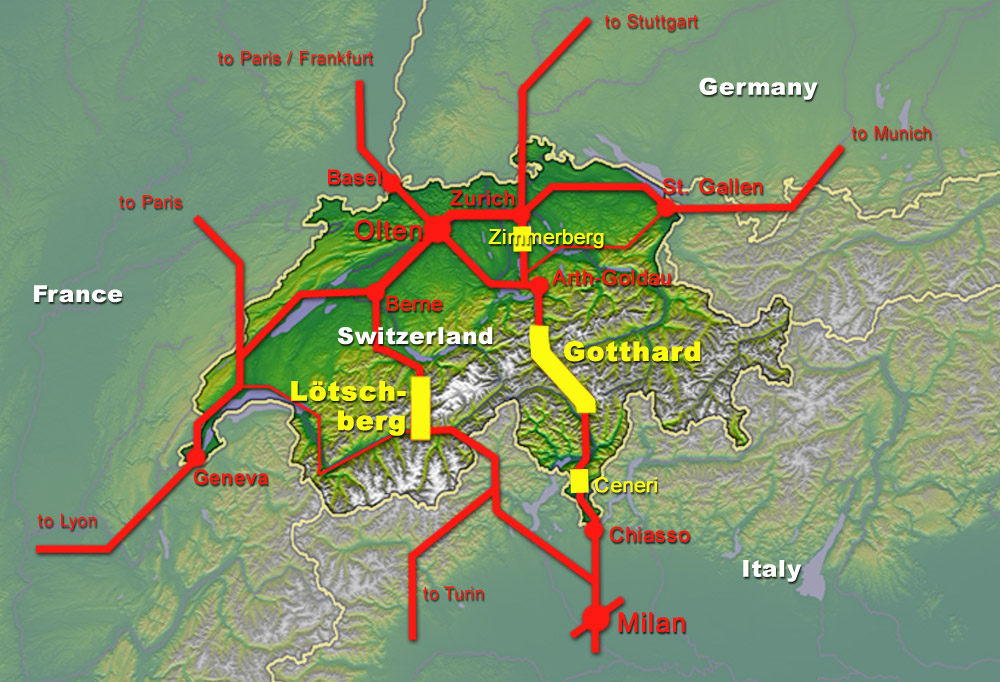
Le futur réseau NLFA.

Les nouvelles lignes ferroviaires à travers les Alpes (NLFA) — en allemand : Neue Eisenbahn-Alpentransversale, en italien : Nuova ferrovia transalpina et en romanche : Nova lingia da viafier tras las Alps — sont un projet suisse d'aménagement de lignes à grande vitesse d'orientation Nord-Sud, notamment via la création de longs tunnels de base. Le projet est aussi connu sous le nom de nouvelles transversales alpines, AlpTransit ou NEAT issu de l'acronyme allemand. En 1992, les Suisses ont approuvé par référendum le projet, dont le coût total de construction, chiffré initialement à 21,4 milliards de francs suisses, a augmenté depuis. 
Parmi les difficultés, la roche « plastique » qui a tendance à se refermer faisant fortement augmenter les coûts, l'encombrement du réseau de Milan au massif du Saint-Gothard et la forte déclivité de l'accès côté sud du Lötschberg.

## Tunnels en service

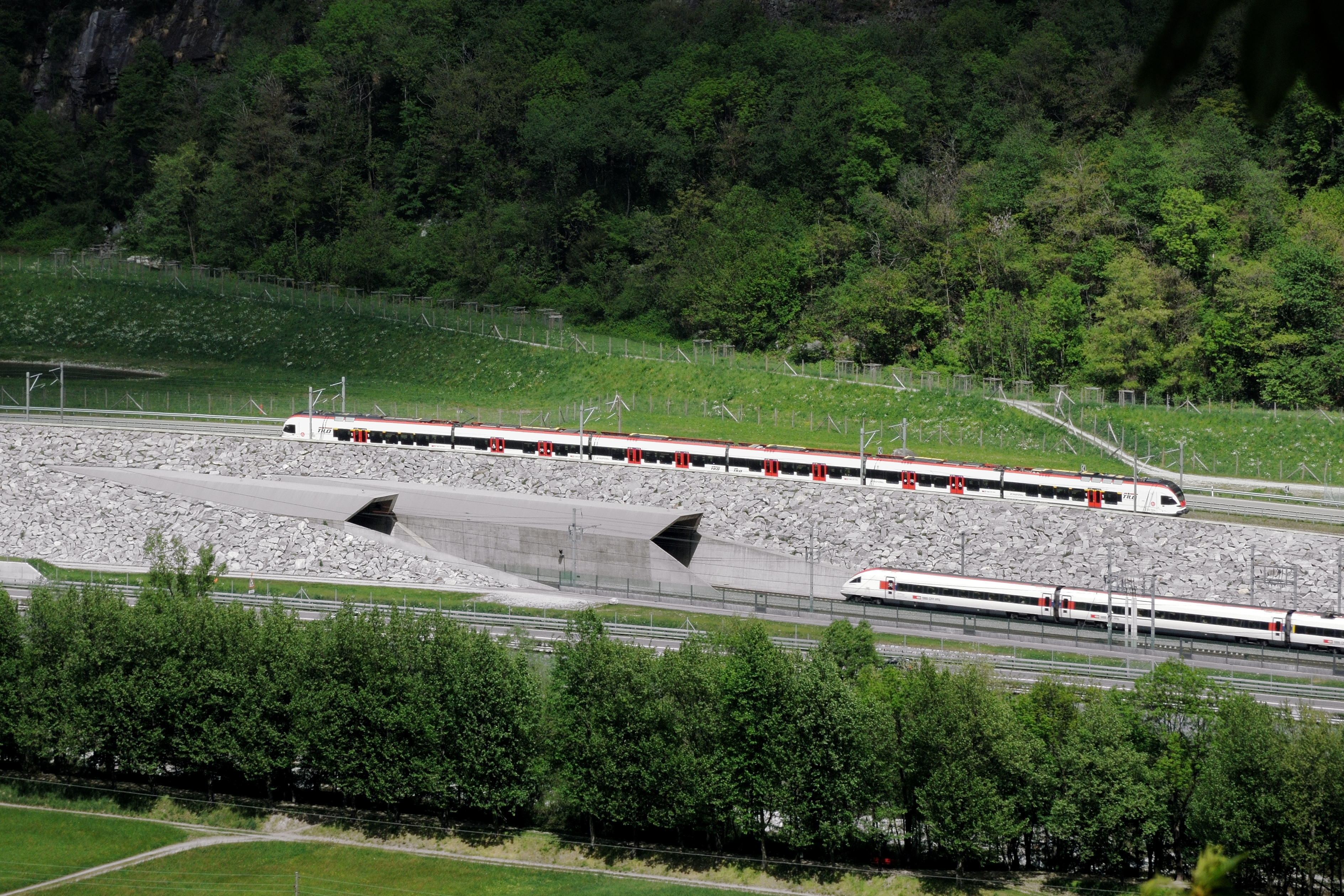
Le portail sud du tunnel de base du Gothard ainsi que la ligne de faîte toujours en service.

### Tunnel de base du Gothard
Le tunnel de base du Gothard qui relie sur 57 km Erstfeld, dans le canton d'Uri, à Bodio, dans celui du Tessin, est entièrement percé depuis le 23 mars 2011. La première jonction souterraine a eu lieu le 15 octobre 2010. Les travaux d'équipements ferroviaires ont également débuté en 2010 et ont été terminés en octobre 2014. Les premiers essais à grande vitesse se sont déroulés entre décembre 2013 et octobre 2015 dans le tube ouest sur la portion comprise entre Faido et Bodio. La mise en service commerciale du tunnel de base du Gothard a eu lieu le 11 décembre 2016. Il est aujourd'hui le plus long tunnel ferroviaire au monde.

### Tunnel de base du Lötschberg
D'une longueur de 34,6 km, le tunnel de base du Lötschberg relie Frutigen, dans le canton de Berne, à Rarogne, dans celui du Valais. Inauguré le 16 juin 2007, il est entré en service commercial le 9 décembre suivant. Entré en service avant le tunnel de base du Gothard, il fut le plus long tunnel terrestre du monde.
À l'extrémité sud, le premier tiers du tunnel, d'environ 13 km, comporte deux tubes équipés et ouverts au trafic. La partie centrale, d'environ 15 km, comporte un tube en service et un second en attente, sans voie ni revêtement intérieur définitif. Enfin, dans la partie nord, seul un tube est creusé et utilisé, sur environ 7 km, auquel s'ajoute un tunnel de sondage qui sert de galerie de secours.
Les 22 km de voie unique contraignent fortement l'établissement des horaires : les trains circulent par batteries (trains de même sens se suivant à faible intervalle) dans un sens puis dans l'autre.

### Tunnel de base du Ceneri
Les travaux pour le tunnel de base du Ceneri ont commencé en 2006. Ce tunnel de 15,4 km se situe au Tessin dans le prolongement sud du nouveau tunnel de base du Gothard. Il relie la plaine de Locarno (à proximité de Camorino) à la plaine de Lugano (à proximité de Vezia). Les travaux d'excavation sont achevés en février 2016. Alors que la galerie de sondage et descenderie (accès intermédiaire) de Sigirino a été excavée par tunnelier sur 2,3 km, le reste des quelque 40 km de galeries a été excavé en mode conventionnel (à l'explosif). Aux portails nord et sud de ce tunnel, on a percé des galeries de service à partir desquelles les deux tubes principaux ont été excavés. Le type d'excavation en direction du nord (8 km) comme du sud (6 km) se fait à l'explosif. Peu avant le portail sud, il est prévu une bifurcation souterraine à saut-de-mouton (diramazione di Sarè), reliée au portail sur la branche déviée des aiguillages. La mise en service du tunnel de base du Ceneri, dont les équipements ferroviaires ont été mis en soumission en juin 2012, a été mis en service le 13 décembre 2020[réf. obsolète].
Pour des raisons de sécurité, les tunnels de base du Gothard et du Ceneri sont composés de deux tubes à simple voie distants d'environ 30 à 40 mètres et reliés entre eux tous les 325 mètres par des rameaux de communication. Ceux-ci permettent d'utiliser le tube adjacent comme voie de secours en cas d'événement nécessitant une évacuation. De plus, dans le tunnel de base du Gothard, des stations multifonctions situées tous les 20 km et équipées de stations de secours et de systèmes de ventilation et d'extraction des fumée permettent l'évacuation des personnes dans des conditions adéquates. C'est l'application de la philosophie « le train vient au secours du train » en vigueur en Suisse, principe ne mobilisant pas de moyen de secours supplémentaire autre que les trains d'extinction en place sur l'ensemble du réseau ferré suisse et les autres trains voyageurs en circulation en sens inverse sur la ligne.

## Tunnels en construction

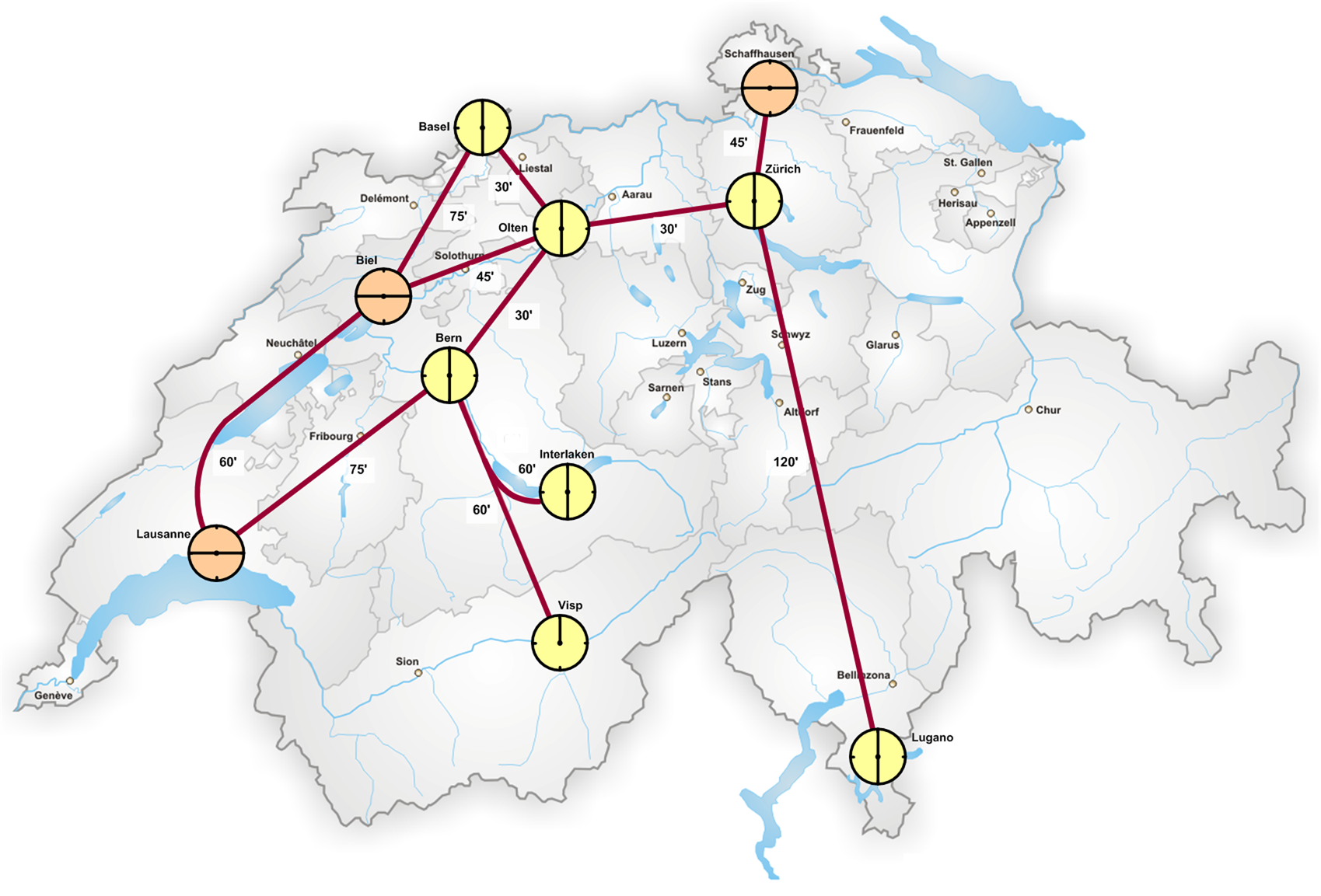
Une vue générale des temps de parcours prévus dans le projet du fonds de financement des infrastructures ferroviaires, dont celles des NLFA.

### Tunnel de base du Zimmerberg
Dans le cadre du projet Rail 2000, le premier tronçon de 11 km du tunnel de base du Zimmerberg a été mis en service en 2004, en monotube à double voie entre Zurich et Thalwil. Un embranchement bi-tube à simple voie relie la première partie du tunnel de base à la ligne existante à la sortie nord de la gare de Thalwil. La configuration finale de la deuxième partie en direction de Zoug, d'une longueur de 11 km également, n'a pas encore été déterminée. Le parlement a décidé en 2019 d'inscrire le prolongement dans l'étape d'aménagement 2035 du programme de développement stratégique de l'infrastructure ferroviaire (PRODES),.

## Extension des travaux à l'étranger

### Italie
La ligne du Gothard est raccordée au réseau italien. Toutefois le tronçon Bellinzone-Luino-Gallarate-Novare (qui absorbe ~70 % du trafic combiné passant par le Gothard) de ce dernier n'est pas apte à faire circuler des trains avec des camions de 4 mètres de haut, ni à faire circuler des trains d'une longueur supérieure à 550 mètres. La politique des transports italienne favorisant le transport à grande vitesse des voyageurs et non le transfert de la route au rail, l'adaptation de la ligne côté italien n'est pas prévue pour la mise en service de la nouvelle ligne du Gothard. La Suisse propose à l'Italie d'investir 280 millions CHF sous forme de prêt pour lancer les travaux le plus rapidement possible.

### France
Les lignes ferroviaires Bâle-Strasbourg, Strasbourg-Lauterbourg et Lauterbourg-Woerth sont dans le prolongement des lignes suisses. L'Office fédéral des transports estime qu'« il est de [son] devoir constitutionnel de permettre le transfert modal en dehors de la Suisse si cela doit bénéficier à [son] pays »,,.